# Сатурн-Арена
Сатурн-арена' (нем. Saturn-Arena) — арена в городе Ингольштадт, Германия, названная по имени главного спонсора — фирмы Media-Saturn-Holding GmbH. Стадион был открыт в 2003 году и может вмещать до 6 тыс. чел. На хоккейных матчах арена принимает 4681 человек. Идет обсуждение о расширении арены. С октября 2005 года арена доступна для катания на коньках для обычных граждан. Домашний стадион хоккейного клуба ЕРК Ингольштадт.